# Del Amor y Otros Demonios - Acto I
"Del Amor y Otros Demonios - Acto I" es la primera parte de la trilogía "Del Amor y Otros Demonios" del grupo de power metal sinfónico valenciano Opera Magna. Fue publicado en 2014 y contiene 5 canciones. Fue producido y mezclado por Enrique Mompó y Fernando Asensi.

## Lista de canciones
1. Del amor y otros demonios (intro)
2. Por un corazón de piedra
3. La herida
4. Después de ti
5. Oscuro amanecer

- Datos: Q30917997